# Grúz Álom
A Grúz Álom – Demokratikus Grúzia (grúz nyelven: ქართული ოცნება – დემოკრატიული საქართველო, Kartuli ocneba – Demok’rat’iuli Sakartvelo, angolul Georgian Dream, gyakran csak: GD) egy populista  politikai párt Grúziában.  
A pártot 2012-ben alapította Bidzina Ivanisvili milliárdos üzletember és oligarcha. Ugyanebben az évben megnyerte az általános választásokat, majd megnyerte a 2016-os , 2020-as és 2024-es általános grúz választásokat is. 
A párt olyan jogszabályt fogadott el, amely az Egyesült Államok és az Európai Unió véleménye szerint ellentmond az ország EU- és NATO- jelölti vállalásainak. 2024 júniusában az USA külügyminisztériuma szankcionálta a párt képviselőit a „demokrácia aláásása” miatt.
Az ukrajna elleni orosz invázió kezdete óta a párt Nyugat-ellenes retorikát alkalmaz, azt állítva, hogy megpróbálják belekeverni Grúziát az Oroszország elleni háborúba.
A 2024-es választások után hatalmas tüntetések és belpolitikai válság alakult ki Grúziában a párt állítólagos választási csalása miatt.

## Története
A párt a Bidzina Ivanisvili milliárdos 2011-ben alapított politikai mozgalmából alakult meg 2012 tavaszán. A párt nevét és logóját az alapító fiának, Bera Ivanisvili rappernek a Kartuli Ocneba (Grúz Álom) című száma ihlette. A mozgalom alapítóját, Ivanisvilit azzal vádolták, hogy a pártja oroszbarát, mivel ő maga Oroszországban gazdagodott meg, és a párt alapításakor nem is rendelkezett grúz állampolgársággal, ezért az alapításkor a párt névleges elnöke Manana Kobahidze ügyvéd lett. A párt tagjai között tudott sok híres grúz személyiséget, így a párt tagja volt Szozar Szubari politikus, Tedo Zsaparidze volt diplomata, Zurab Azmaiparasvili sakk nagymester, Irakli Szesziasvili biztonsági kommentátor, Guram Odisaria író és Kaha Kaladze híres futballista, akit később a párt színeiben Tbiliszi polgármesterének választottak. 
A Grúz Álom a 2012-es parlamenti választáson legyőzte a kormányzó, Miheil Szaakasvili elnökhöz köthető jobbközép Egyesült Nemzeti Mozgalmat, és abszolút többséget szerzett a parlamentben. A párt győzelmét a közvélemény-kutatásokban támogatottságának gyors növekedése előzte meg, pedig az év elején még a jobboldali kormánypártot jósolták az első helyre. A választás előtt végül kitört a Gldani börtönbotrány, amikor több felvétel is napvilágot látott a Tbiliszi külvárosában lévő börtönben történő erőszakról és kínzásokról. Ezt követően Miheil Szaakasvili elnök már hiába tett ígéretet a helyzet megváltoztatására, fiatalok tömegei kezdtek tiltakozni. Később a Grúz Álom kormányzásának első éveiben jelentősen javultak és humánusabbá váltak a börtönviszonyok. A Grúz Álom legfőbb választási ígerete volt a jóléti kiadások növelése, és az euroatlanti integráció folytatása mellett az orosz kapcsolatok normalizálása. A választáson egy 6 pártot, köztük liberális és konzervatív ellenzéki pártokat is tömörítő hatpárti koalíció élén (Grúz Álom Koalíció) indult, és a szavazatok 54,97% -ával 85 képviselői helyet kapott a parlamentben.  A kormányzó UNM 40,34% -ot szerzett. Mihail Szaakasvili elnök elismerte, hogy pártja veszített, és vállalta, hogy támogatja az új kormányalakítás alkotmányos folyamatát. 
2018-ban fiatalok tüntettek a rendkívül szigorú drogtörvények enyhítéséért. A tüntetéseken a rendőrség keményen lépett fel, ezenkívül szélsőjobboldali ellentüntetők is megtámadták a fiatalokat. A tüntetések során Kaha Kaladze, Tbiliszi polgármestere a tüntetők mellé állt, és a pártelnök fia, Bera Ivanisvili rapper is egy tüntetőket támogató számot írt Legalize címmel. A tüntetéseknek végül az vetett véget, hogy a zömmel a Grúz álom által dominált alkotmánybíróság megsemmisítette a hatályban lévő törvényt. A parlament nem sokkal később legalizálta a marihuána saját célú fogyasztását, de nem közterületen és iskolák közelében. Az ellenzék vezető ereje, az Egyesült Nemzeti Mozgalom azzal vádolta a pártot, hogy drogparadicsomot akar csinálni Grúziából. A szintén ellenzéki Gircsi, amely egykoron az egyesült Nemzeti Mozgalomból vált ki, ugyanakkor üdvözölte a döntést (eredetileg ők indítottak kampányt a marihuána legalizálásáért. 
Irakli Kobakhidze, a grúz parlament elnöke 2018 augusztusában bejelentette, hogy a párt nem állít jelöltet a 2018-as elnökválasztásra. Ehelyett a független jelöltet, Szalome Zurabisvilit támogatták, akit végül a második fordulóban megválasztották Grúzia államfőjévé. Zurabisvili 2020 után eltávolodott a párttól.
A 2019-es grúz tüntetések során a pártot korrupcióval és az orosz érdeke kiszolgálásával vádolták. 2019 végén a Facebook nyilvánosan bejelentette, hogy számos olyan fiókot és oldalt eltávolított a Facebookról és az Instagramról, amelyek a Grúz Álom kormányának népszerűsítésére törekedtek. A tüntetések 2020-ban folytatódnak, mert az ellenzék nem ismerte el a Grúz Álom választási győzelmét, és csalást kiáltott. Az EBESZ megfigyelői ugyanakkor megállapították, a választás szabad és tisztességes volt. A választást követő tüntetéseket követően a párton belüli konfliktusok következtében Giorgi Gaharia miniszterelnök lemondott, kilépett a pártból, és megalapította az ellenzéki Grúziáért pártot.
A 2020-as években egyes vélemények szerint a párt autoriter és oroszbarát irányba fordult. 2021-től Grúzia és Ukrajna kapcsolata megromlott, miután az ukrán állampolgár Miheil Szaakasvili Grúziában elítélt volt elnök illegálisan átlépte az ország határát, Szaakasvilit letartóztatták, majd megkezdte börtönbüntetése letöltését. A börtönben Szaakasvili egészségügyi állapota drasztikusan megromlott, az ellenzék, és több nyugati vezető embertelen bánásmód miatt kritizálta. Szaakasvili keresetét ugyanakkor az Európai Bíróság is elutasította.
A 2022-es ukrajnai orosz inváziót követően a Grúz Álom vezette kormány megtagadta a szankciók bevezetését Oroszországgal szemben.
2024-ben súlyos tüntetéseket váltott ki a Grúz Álom által beterjesztett és megszavazott külföldiügynök-törvény, majd a későbbi, hivatalosan hagyományos értékeket védő, kritikusai szerint LMBT-ellenes törvény. A törvényjavaslatokat ugyan Szalome Zurabisvili államfő ugyan megvétózta, de a vétót a parlamenti többség felülírta. Ezt követően az Európai Unió befagyasztotta a Grúziával folytatott csatlakozási tárgyalásokat.
A 2024-es választási kampányban Bidzina Ivanisvili pártalapító többször is háborúpártisággal, külföldi ügynökséggel vádolta az ellenzéket, és ígéretett tett az Egyesült Nemzeti Mozgalom, és "annak szatellitpártjainak"  betiltására. Mindezt a Grúz Álom pártelnöke, Irakli Kobahidze is megerősítette, azzal indokolva, hogy az Egyesült Nemzeti Mozgalom felelős a 2008-as grúz-orosz háborúért. Ivanisvili egyúttal kijelentette, Grúzia kész bocsánatot kérni Oroszországtól a 2008-as háborúért, ami miatt hazaárulással vádolta a legtöbb ellenzéki párt.

## Ideológia
A Grúz Álomnak, hasonlóan a legtöbb grúz párthoz nincs világos ideológiája. Elsősorban Bidzina Ivanisvili személye köré épül, a 2012-es választáson a Szaakasvili-ellenesek tömbjeként funkcionált a kormány. politológusok szerint a párt egy mérsékelten balközép, pragmatikus párt, amelynek alapja volt az Egyesült Nemzeti Mozgalom kormányainak ellenzése. Levan Lortkipnidze tbiliszi professzor meghatározása szerint a Grúz Álom a nómenklatúra, a szakértők, az értelmiségiek, és az üzletemberek pártja. Baloldali aktivisták közül sokan a pártot ideológiailag amorfnak, gyűjtőpártnak tekintik. A Grúz Álom ezzel szemben saját magát baloldali pártnak tartja. 

### LMBT-jogok
A Grúz Álom első kormányzása alatt törvényeket fogadott el az LMBT-személyek elleni diszkrimináció büntetésére. 2017-ben a GD képviselői megszavazták, hogy alkotmányban rögzítik, hogy a házasság férfi és nő között jöhet létre. A Grúz Álom ezt azzal indokolta, hogy ennek egyértelműsítésével akadályoznák meg az LMBT-emberek elleni további diszkriminációt. A törvényjavaslatot a Grúz Álom államfője, Giorgi Margvelasvili nem írta alá. A Grúz Álom reformjai ugyanakkor Grúziát a kaukázus gyakorlatilag leg-LMBT-barátabb országává tették.

### Baloldal
A Grúz Politikai Intézet szerint a Grúz Álom gazdaságpolitikája magában foglalja az elődök által létrehozott, már meglévő szabadpiaci modell és egy átfogó "balközép" biztonsági háló kombinációját.

### Autoriterizmus vádjai
A pártot nyugati és liberális újságírók, valamint ellenzéki politikusok autoriterizmussal, és paternalizmussal vádolták. 2021-ben Nika Melia ellenzéki politikus letartóztatásával egyet nem értve lemondott Giorgi Gaharia miniszterelnök.
Habár elterjedt vélemény, hogy a Grúz Álom kormányzása idején romlott a demokrácia minősége, az EBESZ megfigyelői szerint a 2020-as választások az idáigi legdemokratikusabbak voltak Grúziában. A Grúz Álom kormányzása alatt javult a grúz demokrácia a nemzetközi demokrácia-index felmérések szerint.

## Választási eredmények
| Választás | Szavazatok száma | Szavazatok aránya | Mandátumok száma | Mandátumok aránya | Parlamenti szerepe |
| --------- | ---------------- | ----------------- | ---------------- | ----------------- | ------------------ |
| 2012-es   | 1 184 612        | 54,97%            | 85               | 56,6%             | kormánypárt        |
| 2016-os   | 857 394          | 48,65%            | 115              | 76,6%             | kormánypárt        |
| 2020-as   | 928 004          | 48,22%            | 90               | 60%               | kormánypárt        |
| 2024-es   | 1 120 053        | 53,93%            | 89               | 59,33%            | kormánypárt        |